# Lista medaliaților Fields afiliați la Institute for Advanced Study
Această listă enumeră medaliații Fields afiliați la Institute for Advanced Study din Princeton, New Jersey, ca membri permanenți (activi sau emeriți), membri vizitatori, sau cu alte afilieri. Dintre cei 56 de medaliați Fields până în anul 2015, 41 au fost afiliați la IAS, cândva pe parcursul carierei lor.
| Medalia Fields | Medalia Fields        | Medalia Fields | Medalia Fields                                         |
| An             | Nume                  | Țară           | Anii afilierii la IAS                                  |
| -------------- | --------------------- | -------------- | ------------------------------------------------------ |
| 1936           | Lars Ahlfors          | Finlanda       | 1962, 1966–1967                                        |
| 1936           | Jesse Douglas         | SUA            | 1934–1935, 1938–1939                                   |
| 1950           | Atle Selberg          | Norvegia       | 1947–1951, 1951–1987                                   |
| 1954           | Kunihiko Kodaira      | Japonia        | 1949–1952, 1956–1961                                   |
| 1954           | Jean-Pierre Serre     | Franța         | 1955–1964, 1967–1968, 1970–1973, 1978, 1983–1984, 1999 |
| 1958           | René Thom             | Franța         | 1956, 1961–1962                                        |
| 1962           | Lars Valter Hörmander | Suedia         | 1960–1961, 1971, 1977–1978                             |
| 1962           | John Willard Milnor   | SUA            | 1966, 1970–1990, 1999, 2002                            |
| 1966           | Michael Atiyah        | Marea Britanie | 1955–1956, 1959, 1969–1972, 1976, 1987                 |
| 1966           | Paul J. Cohen         | SUA            | 1959–1961, 1967                                        |
| 1966           | Stephen Smale         | SUA            | 1958–60, 1966–1967                                     |
| 1970           | Alan Baker            | Marea Britanie | 1970                                                   |
| 1970           | Heisuke Hironaka      | Japonia        | 1962–1963                                              |
| 1970           | John G. Thompson      | SUA            | 1978                                                   |
| 1974           | Enrico Bombieri       | Italia         | 1974, 1984–prezent                                     |
| 1974           | David B. Mumford      | SUA            | 1962–1963, 1981–1982                                   |
| 1978           | Pierre Deligne        | Belgia         | 1972–1973, 1977, 1981, 1984–prezent                    |
| 1978           | Grigori Margulis      | Russia         | 1991, 2006                                             |
| 1978           | Daniel G. Quillen     | SUA            | 1969–1970                                              |
| 1982           | Alain Connes          | Franța         | 1978–1979                                              |
| 1982           | William P. Thurston   | SUA            | 1972–1973, 1976, 1984–1985                             |
| 1982           | Shing-Tung Yau        | China          | 1971–1972, 1979–1984                                   |
| 1986           | Simon K. Donaldson    | Marea Britanie | 1983–1984                                              |
| 1986           | Gerd Faltings         | Germania       | 1988, 1992–1993                                        |
| 1986           | Michael H. Freedman   | SUA            | 1975–1976, 1980–1981                                   |
| 1990           | Vladimir Drinfeld     | Russia         | 1990, 1997–1998                                        |
| 1990           | Shigefumi Mori        | Japonia        | 1981–1982                                              |
| 1990           | Edward Witten         | SUA            | 1984, 1987–prezent                                     |
| 1994           | Jean Bourgain         | Belgia         | 1994–prezent                                           |
| 1998           | Maxim Kontsevich      | Rusia          | 1992–1993, 2002                                        |
| 1998           | Curtis T. McMullen    | SUA            | 1986–1987                                              |
| 1998           | Andrew Wiles          | Marea Britanie | 1981–1982, 1992, 1995–1996, 1998–2004, 2007–2011       |
| 2002           | Vladimir Voevodsky    | Russia         | 1992–1993, 1998–2017                                   |
| 2006           | Andrei Okounkov       | Rusia          | 1996                                                   |
| 2010           | Elon Lindenstrauss    | Israel         | 2000–2001, 2007                                        |
| 2010           | Ngô Bảo Châu          | Vietnam        | 2006, 2007–2010                                        |
| 2010           | Stanislav Smirnov     | Rusia          | 1998, 2003                                             |
| 2010           | Cédric Villani        | Franța         | 2009                                                   |
| 2014           | Manjul Bhargava       | SUA            | 2001–2002                                              |
| 2014           | Maryam Mirzakhani     | Iran           | 2015                                                   |
| 2014           | Martin Hairer         | Austria        | 2014                                                   |